# Ralph Blane
Ralph Blane (* 26. Juli 1914 in Broken Arrow, Oklahoma als Ralph Uriah Hunsecker; † 13. November 1995, ebenda) war ein US-amerikanischer Theater- und Filmkomponist sowie Musiker. In seiner jahrzehntelangen Partnerschaft mit Hugh Martin entstanden bekannte Lieder wie Have Yourself a Merry Little Christmas.

## Leben
Ralph Blane wurde in Oklahoma als Sohn von Lebensmittelhändlern geboren. Er begann seine Showkarriere als Radiosänger für NBC, ehe er sich in den 1930er-Jahren dem Broadway zuwandte. Er trat unter anderem als Musiker in Stücken wie New Faces of 1936, Hooray for What! und Louisiana Purchase auf. Bald formierte er sich gemeinsam mit Hugh Martin zu einem profilierten Songschreiber-Duo, diese Zusammenarbeit dauerte insgesamt ein halbes Jahrhundert. Mit zwei Damen traten sie Anfang der 1940er-Jahre unter dem Namen The Martinis als Gesangsquartett auf, später schrieben sie dann die Musik zu zahlreichen Broadway- und Film-Erfolgen. Sie schrieben unter anderem Musik und Texte zu den Broadway-Hits Best Food Forward (1941) und Three Wishes for Jamie (1952). Den nachhaltigsten Erfolg hatte das Duo allerdings mit den Songs, die sie 1944 für den Filmklassiker Meet Me in St. Louis schrieben: The Boy Next Door, Have Yourself a Merry Little Christmas und The Trolley Song wurden allesamt berühmt. Martin und Blane erhielten zwei Oscar-Nominierungen für den Besten Filmsong: Für den Trolley Song aus Meet Me in St. Louis von 1944, sowie für Pass That Peace Pipe aus dem Film Good News von 1947. 
Daneben arbeitete Blane auch mit anderen Künstlern wie Harry Warren, Harold Arlen und Kay Thompson. Er blieb bis ins Alter sehr aktiv und verfasste etwa gemeinsam mit Hugh Martin eine Musicalversion von Meet Me in St. Louis. Diese wurde zu einem großen Erfolg und brachte ihnen 1990 eine Nominierung für den Tony Award ein. Ralph Blane starb 1995 mit 81 Jahren in seiner Geburtsstadt Golden Arrow. In seiner 2010 veröffentlichten Autobiografie schrieb Hugh Martin, dass er einen Großteil ihrer Songs ohne die Hilfe Blanes geschrieben hätte. Dieser hätte sich vor allem um die Finanzen und Verträge gekümmert, worin er – Hugh Martin – wiederum hilflos gewesen sei. 1983 wurde Ralph Blane die Songwriters Hall of Fame aufgenommen.